# Застосування цирконійвмісних речовин
Застосування цирконійвмісних речовин
Цирконієва продукція, яка включає як природні мінеральні концентрати (цирконові і баделеїтові), так і продукти їх переробки, має у світі широкий попит. У 2023 році в світі вироблено більш як 1,6 млн т цирконових і баделеїтових концентратів, до 85—90 % яких використано безпосередньо, без хімічної їх переробки. Ці концентрати використовуються в багатьох галузях: у виробництві високоякісної кераміки, глазурі (поливи), емалей, при виготовлені вогнетривів, в ливарному виробництві та інших галузях.
Важливою галуззю застосування цирконових концентратів є керамічна промисловість. На виробництво кераміки, глазурі (поливи), емалі йде 35—40 % світового виробництва цирконових концентратів. З використанням цих концентратів виробляється як побутова кераміка (кахлі, керамограніт, порцеляна), так і кераміка спеціального призначення — електротехнічна і технологічна. З цирконієвої кераміки виробляють термостійкі прилади: чохли термопар, нагрівачі електропечей, деталі магнітодинамічних насосів, твердих паливних елементів тощо.
Сьогодні як основний глушник у поливі та скловидних емалях використовується тонкодисперсний циркон, який практично витіснив дефіцитний і більш дорогий діоксид олова. Низький вміст заліза (0,05 %) і титану (0,10 %) в цирконових концентратах вищого ґатунку дозволяє отримувати на їх основі поливи і емалі високої білизни, а висока термостійкість, хімічна інертність, міцність циркону надають їм найкращих механічних і фізико-хімічних властивостей. Цирконієві емалі навіть з невисоким вмістом ZrO2 (до 4 %) мають чистий білий колір, стійкі до дії гарячих розчинів лугів до 100 оС, та солей до 150 оС. Такими емалями покривають сталеві та чавунні вироби. Виробляються сорти цирконієвих емалей, надзвичайно стійких в термічному і хімічному відношеннях. Ними покривають внутрішню поверхню сталевих труб технологічних трубопроводів, що забезпечує різке зростання терміну їх служби. Цирконієвій поливі притаманний гарний блиск і стійкість до розтріскування. Завдяки їх надзвичайній білизні розроблено близько 200 відтінків поливи для порцеляни, фаянсу, майоліки, керамічної плитки.
У ливарному виробництві цирконові концентрати використовуються для приготування антипригарних фарб, паст, формувально-стрижневих сумішей, застосування яких забезпечує високий клас точності відливок. У виробництві складних сталевих відливок великого розміру циркон є незамінним. У вигляді порошку концентрат змішують з кварцовим піском для зміцнення поверхні піщаних форм. Ливарне виробництво у ХХІ ст. є великим потенційним споживачем цирконового концентрату — 20—25 % світового виробництва. Це обумовлено, зокрема, тугоплавкістю циркону і його антипригарними властивостями. У порівнянні з основним конкуруючим формувальним матеріалом — кварцовим піском — цирконовий концентрат має низку переваг. Циркон більш стійкий по відношенню до розтопленого металу; має вищу теплопровідність і густину, внаслідок чого суміші із цирконового піску сприяють більш швидкому охолодженню відливок, що дає можливість регулювати цей процес.
Термічне розширення у цирконового формувального піску менше, ніж у кварцового. Для виготовлення суміші з цирконового піску необхідно менше води і в'яжучих, ніж для сумішей з кварцового піску. Найкращим вихідним матеріалом для антипригарних фарб і паст є порошок «білого» (знезалізненого) циркону. Єдиним недоліком «білого» циркону є його висока вартість — в 5—10 раз вища, ніж кварцового піску.
Для виробництва цирконових вогнетривів, що застосовуються у вигляді формованих виробів, мас та обмазок для будівництва і ремонту різних металургійних печей, сталерозливних ковшів, в процесах безперервного розливу сталі, ванн для топлення скла і плавлення алюмінію, в деяких інших галузях, використовується до 28—30 % світового випуску концентрату. Пресовані цирконові вогнетриви виробляють з порошку цирконового концентрату або його суміші з глиною, випалюючи їх при температурі 1500—1550 оС. Окрім цирконових і цирконієвих вогнетривів промисловість виробляє цирконо-мулітові, хромалюмоцирконієві, корундоцирконієві вогнетриви, стабілізовані діоксидами ітрію і кальцію. У скловарних печах вони використовуються для кладки завантажувальних кишень, льоток, пальників, підвісних склепінь, при футеруванні ванни печі тощо. Це дозволяє в 3—4 рази збільшити термін роботи печі. Особливо ефективним виявилося застосування плавлених баделеїто-корундових вогнетривів — так званих бакорів, — для футерування скловарних печей, так як вони майже не реагують з розплавленою скломасою].
Для чорної і кольорової металургії з цирконових вогнетривів виробляють різні стакани, дозатори, фільєри для гарячого деформування металів і пресування труб, для футерування установок вакуумування сталі, шиберні засувки затворів. Вогнетривами на основі циркону торкретуються склепи коксохімічних печей, котельних топок, печей для плавки алюмінієвого скрапу та інших кольорових металів. Стійкість склепіння дугової електропечі, виготовленого з цирконокристобалітової цегли, в шість разів вища, ніж у динасового.
Цирконові концентрати використовуються також у виробництві різних будівельних матеріалів: керамобетонів, пористих корундових тонкостінних виробів, жаростійкого бетону з цирконовим заповнювачем, цирконового цементу з високою густиною і низьким коефіцієнтом розширення.
Лише 10—15 % цирконових концентратів йде на наступну хімічну та металургійну переробку для отримання металу і його сполук. З цирконових концентратів отримують чисті метали — цирконій і гафній, — а також різні сплави, діоксид, та інші хімічні сполуки.
У чорній металургії металевий цирконій знайшов застосування як ефективний розкислювач і деазотизатор сталей, а також легуюча добавка.
Цирконій — легуюча добавка до броньових, гарматних, нержавіючих та жаростійких сталей. Його вводять у сталь у вигляді феросплаввів, наприклад, феросилікоцирконію з вмістом 40—45 % цирконію, 20—24 % кремнію, 30—40 % заліза. Добавка феросилікоцирконію зв'язує кисень, азот, сірку та інші гази з цирконієм, що запобігає старінню сталі під впливом холодної деформації, робить її більш пластичною і придатною для глибокої витяжки. Присадка цирконію в сталі дозволяє уповільнити ріст зерна металу, робить його структуру дрібнозернистою. Як легуючий елемент, цирконій покращує різні властивості сталі: міцність, твердість, рідкоплинність, загартовувавність, оброблюваність, зварюваність тощо.
Введення цирконію в конструкційні марки сталі підвищує її окалино- і корозійну стійкість. Сталь з вмістом цирконію витримує нагрівання до дуже високих температур не перегріваючись, що дозволяє інтенсифікувати її термообробку, кування, штампування. Рідкоплинність цирконієвої сталі, її дрібнозерниста структура та висока міцність дають можливість відливати з неї більш тонкостінні деталі: товщину стінок деталей можна зменшити в 2—3 рази в порівнянні із звичайною сталлю при тих же характеристиках міцності.
Головною галуззю застосування чистого, пластичного металевого цирконію є ядерна енергетика. Він є ідеальним матеріалом для будівництва ядерних реакторів. Очищений від гафнію цирконій застосовується в окремих конструкційних елементах реакторів, в основному для оболонок ТВЕЛів, які захищають ядерне пальне (уран, плутоній) від контакту з теплоносієм. Це пояснюється тим, що надчистий цирконій практично повністю пропускає нейтрони, і при цьому є досить стійким до високих температур і дії водного середовища.
Цирконій знайшов широке застосування і у виробництві різних спеціальних сплавів на основі кольорових металів. Незначні добавки цирконію підвищують теплостійкість алюмінієвих сплавів, їх міцність, пластичність, спротив корозії. Легування цирконієм магнієвих сплавів надає їм корозійної стійкості. Магній-рідкісноземельні сплави з добавками від 0,25 % до 0,60 % цирконію є ливарними; завдяки своїй підвищеній міцності при високих температурах використовуються при відливанні складних великогабаритних деталей з численними переходами перерізів, при відливанні лопатей турбін тощо. Широко розповсюджені магній-торієві сплави з домішкою цирконію, що використовуються в авіаційній і ракетно-космічній техніці.
Добавка цирконію до титану приводить до зростання його кислотостійкості. Відомі наджаротривкі сплави на основі цирконію, титану і молібдену. Домішка невеликої кількості цирконію в молібдені (до 5 %) подвоює його твердість.
Мідь з добавками від 0,1 % до 5,0 % цирконію має кращі міцнісні характеристики [58]. Мідно-кадмієвим сплавам з вмістом лише 0,35 % цирконію, притаманні висока міцність і електропровідність. У свинцевистих бронзах добавки цирконію запобігають сегрегації свинцю в сплавах. На основі нікелю, а також кобальту і хрому, з добавками цирконію виробляються спеціальні жаростійкі, зносостійкі та корозієстійкі сплави для авіаційної та ракетно-космічної техніки, для виготовлення лопатей і деталей газотурбінних двигунів, хімічного обладнання, електровакуумної техніки; різних деталей, що працюють при температурі до 1160 оС. Дуже перспективними для промислового використання є сплави цирконію з ніобієм, хромом, ітрієм, сріблом.
Такі властивості цирконію, як висока газопоглинальна здатність та інертність в середовищах при різних температурах дозволяють використовувати його як легуючу добавку в сплавах нікелю, міді, що сприяє зростанню міцності (без зниження електропровідності).
Застосування цирконію в різних апаратах і обладнанні хімічної та нафтопереробної промисловості базується на його високому спротиву корозії в лужному, кислому та інших агресивних середовищах (наприклад, у виробництві оцтової, фосфорної, хромової, та інших кислот). З металевого цирконію виготовлять деталі центрифуг, насосів, клапанів, діафрагм, конденсаторів, теплообмінників тощо. Аналогічні деталі з цирконію застосовуються в обладнанні харчової та фармацевтичної промисловості. В текстильній промисловості використовуються цирконієві фільєри для виробництва штучного шовку.
У хімічній промисловості цирконій та його сполуки застосовуються для виробництва каталізаторів.
Цирконій знаходить також певне застосування в електронній та електротехнічній галузях промисловості (наприклад, електролітичних конденсаторах і випрямлячах, в електричних лампах для виготовлення спеціальних ниток розжарювання).
У піротехніці порошок цирконію застосовується для виробництва різних піротехнічних сумішей, детонуючих патронів для підриву зарядів, бездимного пороху, кременю для запальничок; як добавка до багатьох видів ракетного палива.
У медичній техніці цирконій та його сплави, а також цирконієва кераміка застосовуються для виготовлення різних хірургічних інструментів, імплантатів, ниток та голок для накладання швів тощо. Встановлено, що чистий цирконій не викликає побічних реакцій та змін в мʹязових тканинах, кістках та мозку людини. Особливо перспективним є виготовлення з чистого цирконію черепних пластинок і гемостатиків, що використовуються при операціях на мозку.
У ювелірній справі з цирконію виготовляють персні, каблучки, браслети, сережки, шпильки, кольє і т. ін. З цирконію виробляють також спортивні кубки, медалі, значки, столовий посуд. Відлиті з цирконію дзвони звучать чисто і глибоко.
Широке застосування в промисловості знайшли і хімічні сполуки цирконію — діоксид, сульфати, хлориди і флуорцирконати, карбонати, та інші, — які використовуються у виробництві різних вогнетривів, кераміки, глазурі, скла, а також для дублення шкір, просочування тканини для надання їй водовідштовхувальних або вогнезахисних властивостей тощо.
Значна кількість діоксиду цирконію йде на виробництво кераміки, порцеляни та скла. З діоксиду цирконію виготовляють вогнетриви, які використовують як тиглі при плавці багатьох металів, у тому числі тугоплавких (наприклад, платинової групи), у високотемпературних печах.
На основі стабілізованого діоксиду цирконію створені особливо міцні види цирконієвої кераміки. Цей перспективний матеріал застосовується для виготовлення деталей двигунів внутрішнього згоряння. Технічна кераміка з порошків на основі частково стабілізованого діоксиду цирконію характеризується унікальними властивостями: високою міцністю, твердістю, виключно високою термостійкістю та зносостійкістю (стабілізуючі добавки: оксид кальцію, оксид скандію, оксид ітрію). Після стабілізації з діоксиду цирконію виробляють особливо міцні керамічні вироби спеціального призначення: насоси (для нафтової промисловості), спеціальні вогнетриви, помольні тіла (кулі в кульових млинах для помелу високочистих продуктів), тверді електроліти для електрохімічних генераторів струму та датчиків аналізатора кисню; наконечники термопар; комплекти захисту струминних млинів; сопла газових пальників; пластини для футерування циклонів і млинів; тиглі тощо.
Скло. Застосування циркону і діоксиду цирконію має важливе значення у виробництві багатьох спеціальних видів скла з високою механічною міцністю, термічною стійкістю, стійкістю до дії лугів та інших хімічних сполук. З такого скла виробляють ілюмінатори літаків та космічних кораблів, що захищають членів екіпажу від засліплення і впливу високих температур. Вміст 7 % діоксиду цирконію в оптичному склі призводить до зростання його коефіцієнта заломлення. Таке скло використовується для виготовлення кришталю. З добавкою ZrO2 (до 20 %) створені спеціальні сорти термостійкого технічного скла, яке витримує високі температури і тиск. Воно використовується в різних приладах, що працюють в екстремальних умовах. Створено спеціальне кадмій-титан-цирконій-боратне скло, яке має властивість поглинати теплові нейтрони. Виробляють із застосуван¬ням діоксиду цирконію і захисне офтальмологічне скло, що поглинає інфрачервоне та ультрафіолетове випромінювання. Цирконієві сполуки використовують також для потреб скловолоконної оптики [65].
Діоксид цирконію в суміші з іншими оксидами (наприклад, Al2O3) може застосовуватися як високоефективний абразивний матеріал для шліфування оптичного скла. Тонкодисперсний діоксид цирконію з розміром частинок до 0,3 мкм застосовується для полірування напівпровідникових епітаксіальних плівок і оптичного скла спеціального призначення.
Хімічні сполуки цирконію використовують у різних галузях промисловості. Сульфатоцирконати натрію основного характеру, здатні до взаємодії з активними амінними або пептидними, а також карбоксильними групами білків, використовують для дублення шкіри.
Сполуками цирконію обробляють тканину, щоб надати їй водовідштовхувальні, протигнильні, або вогнезахисні властивості. Для водозахисної обробки використовують ацетат цирконію (виробляють нерідко з основного карбонату) або карбонатоцирконат амонію. З розчинів цих сполук на тканину осаджують гідрофобні цирконієві мила, наприклад стеарати, атом цирконію в яких тісно зв᾽язаний через кисень з целюлозою або амінними групами волокна.
Вогнезахисних властивостей надають тканинам флуоридні комплекси цирконію: просякнені флуорцирконатом амонію тканини стають негорючими.
Оснóвні сполуки цирконію прискорюють полімеризацію силоксанів, які використовують для гідрофобізуючої обробки тканин.
У виробництві фарбників як сикативи (речовини, що прискорюють висихання олійних фарб) використовують цирконієві солі органічних кислот.
Сполуки цирконію використовують також у фармацевтичній промисловості для осадження лікарських компонентів, у парфумерній — як дезодоранти.
Деякі сполуки цирконію — хлорид, основний карбонат, хлороксид, гідроксид, сульфат — виробляють як вихідні продукти для отримання інших його сполук. При поліруванні скла разом з діоксидом застосовують основний сульфат або флуорсульфат цирконію, який хімічно взаємодіє з поверхнею скла.
Гідроксид цирконію знаходить широке застосування як каталізатор при синтезу лаків. Він застосовується як зв᾽язуюче для частинок азбесту, для очищення вітаміну В12 від домішок, мастила від жирних кислот. Входить до складу дезодорантів, кремів від дерматиту [Warren B. Blumenthal. The Chemical Behavior of Zirconium. — New York — London — Toronto, 1958. — 404. с.169].
Основний карбонат цирконію застосовують в промисловості для виробництва солей і комплексних кислот цирконію, зокрема для отри¬мання ацетату цирконілу та карбонату амонію і цирконілу, які вико¬рис¬товуються для надання тканині водовідштовхувальних власти¬востей [Warren B. Blumenthal. The Chemical Behavior of Zirconium. — New York — London — Toronto, 1958. — 404. с.171].
Гарбник (дубильна речовина). Солі і сполуки цирконію широко використовують у легкій промисловості. Наприклад, сульфатоцир-конат натрію зі вмістом 27—31 % ZrO2, застосовується у шкіряному виробництві для дублення шкіри. При дубленні цим препаратом шкіра набуває таких властивостей як світлостійкість, висока білизна, густина і міцність, низька зношуваність. Це дало змогу отримати нові сорти і типи шкір, розширити їх асортимент, покращити якість взуття, виробленого зі шкіри, обробленої цирконієвими гарбниками. Застосування таких дубильних речовин дозволило суттєво розширити сировинну базу шкіряного виробництва, так як навіть тонкі і крихкі види шкір після обробки солями цирконію ставали придатними до використання.
У поліграфії сполуки цирконію застосовуються для виготовлення друкарської фарби, спеціальних лаків, пластмаси .
У парфумерній промисловості застосовується оксихлорид цирконію для виробництва дезодорантів.
Сполуки цирконію використовуються у виробництві фармацевтичних препаратів, антибіотиків, зуботехнічних сумішей .